# Podul Rio–Niterói
Podul Președintele Costa e Silva, cunoscut și sub numele de Podul Rio-Niteroi, este un pod ce traversează Golful Guanabara al statului Rio de Janeiro din Brazilia. Acest pod conectează orașul Rio de Janeiro de municipalitatea din Niterói.
În prezent acesta este cel mai lung pod din beton precomprimat din emisfera sudica și al șaselea cel mai lung din lume. De la finalizarea sa în 1974 până în 1985 a fost al doilea cel mai lung pod din lume.
Conceptul său de design datează din 1875. Făcut pentru a conecta cele două orașe vecine, separate de Golful Guanabara. La început intenția a fost să se construiască un tunel apoi un pod.
La 23 august 1968 președintele Artur da Costa e Silva a semnat un decret pentru autorizarea proiectului pentru construirea podului.
Podul a fost proiectat de Ministrul Transportului Mario Andrezza, care sub conducerea acestuia podul a fost început și terminat.

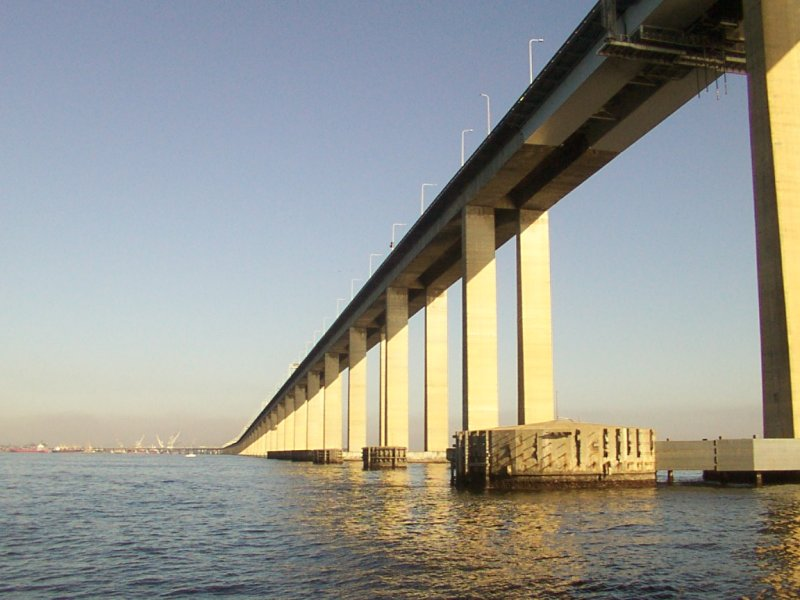
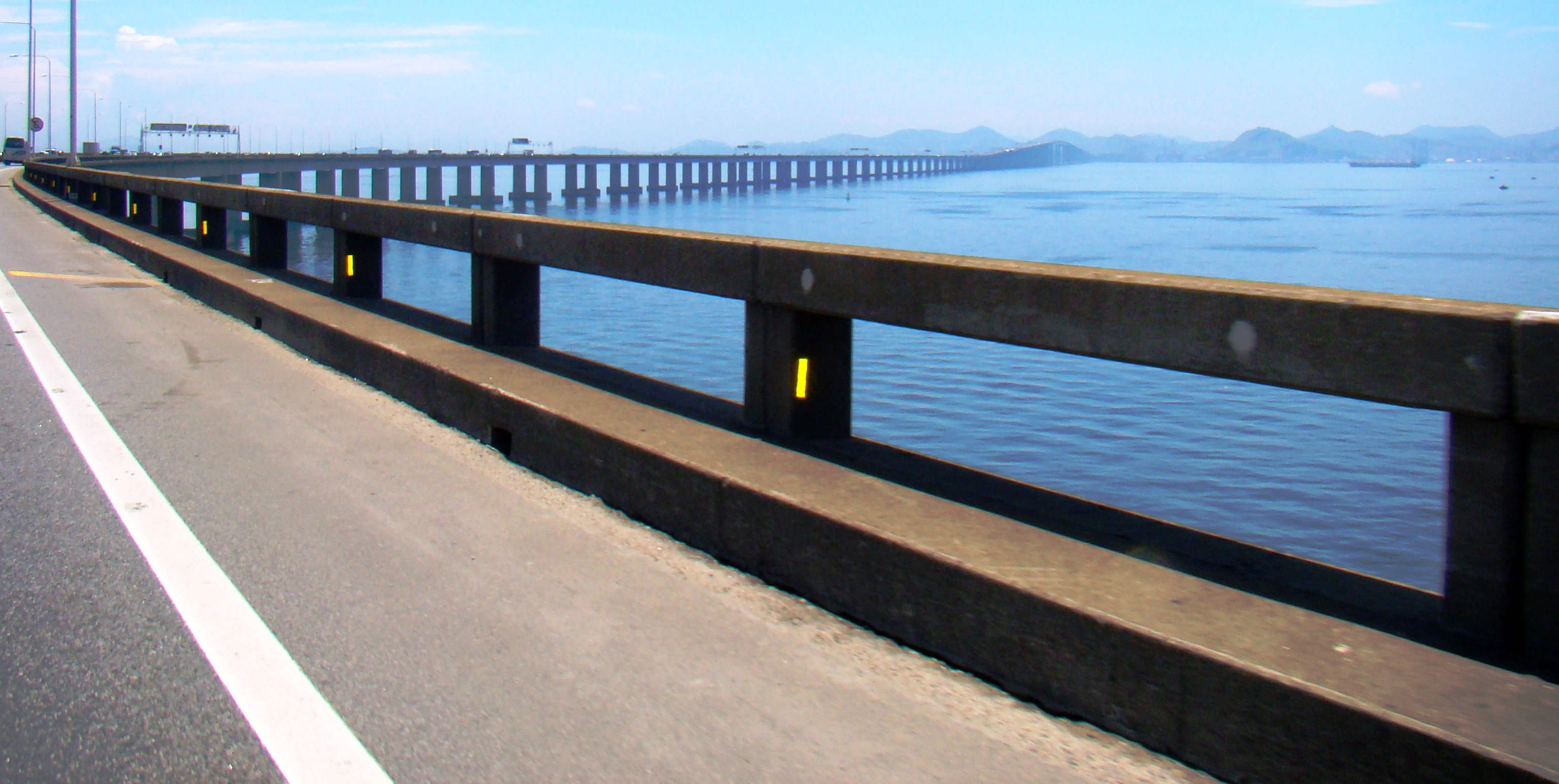

Construcția a început în mod simbolic pe 23 august 1968, în prezența reginei Elisabeta a II-a a Regatului Unit și a Prințul Philip duce de Edinburgh, alături de Mario Andrezza (Ministrul Transportului), aceasta fiind prima lor vizită în Brazilia. Munca efectivă a început în ianuarie 1969 și a fost deschis pe data de 4 martie 1974.
Numele său oficial este "Podul Costa e Silva", în onoarea președintelui care a ordonat construcția sa. "Rio-Neitro" a fost doar o poreclă care curând a devenit mult mai cunoscută decât numele său oficial. În ziua de astăzi aproape nimeni nu se mai referă la el cu numele său oficial.

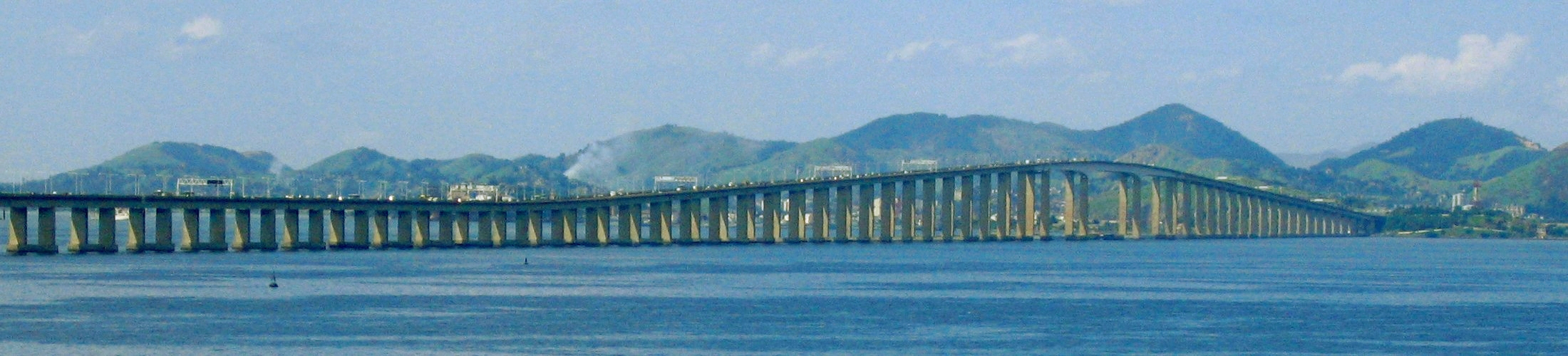
Podul Rio-niteroi

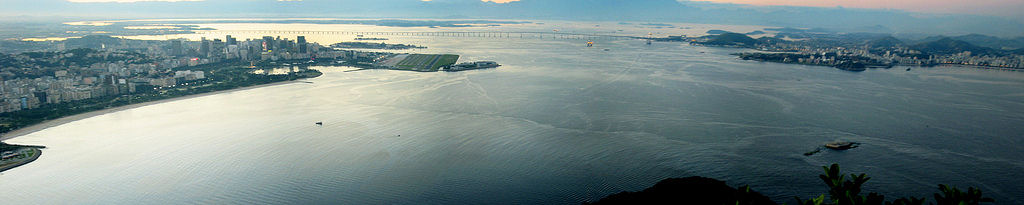
Vizualizare de pe muntele Sugarloaf